# Sargocentron furcatum
Sargocentron furcatum är en fiskart som först beskrevs av Günther, 1859.  Sargocentron furcatum ingår i släktet Sargocentron och familjen Holocentridae. Inga underarter finns listade i Catalogue of Life.